# Hebe hectorii
Hebe hectorii é uma espécie de planta do gênero Hebe.